# Dracula: La risurrezione
Dracula: La risurrezione (Dracula: Résurrection) è un videogioco di tipo avventura grafica pubblicato nel 1999 da Microïds.

## Trama
La storia è ambientata a Londra nel 1904, sette anni dopo gli eventi del racconto originale; Jonathan Harker scopre che la sua adorata moglie Mina è ancora sotto l'influsso del conte Dracula, nonostante tutti i protagonisti della storia siano convinti che egli sia ormai morto da anni. Mina abbandona Londra per andare in Transilvania seguendo un impulso irresistibile, e il marito la segue per cercare di liberare la consorte dall'influsso malefico e per accertarsi che il malvagio vampiro sia davvero morto.

## Modalità di gioco
Il gioco è un'avventura grafica in prima persona ambientata in vari ambienti grafici pre-renderizzati. Il giocatore utilizza un'interfaccia punta e clicca con un cursore bloccato al centro dello schermo per navigare nel mondo di gioco, raccogliere oggetti, interagire coi personaggi e risolvere enigmi, il tutto con una visuale a 360°. La progressione in Dracula è lineare: il giocatore non può tornare alle aree principali del gioco una volta completate. Gli enigmi spesso implicano la localizzazione e l'utilizzo di oggetti per progredire, e molti ruotano attorno a un oggetto mistico chiamato Anello del Drago, che viene riutilizzato più volte nel gioco. Gli oggetti raccolti possono essere esaminati e selezionati nella schermata dell'inventario, che il giocatore attiva premendo un pulsante. Quando il giocatore passa il mouse sugli ambienti di gioco, il cursore cambia forma in modo sensibile al contesto per illustrare le possibili azioni: il cursore a forma di mano indica che un oggetto può essere raccolto, mentre il cursore a forma di ingranaggio indica che il giocatore può utilizzare un oggetto in una certa posizione. La riedizione per iOS del gioco include la funzione "Compass Look", che utilizza il giroscopio all'interno dell'iPad o dell'iPhone del giocatore per controllare la visuale. Questa versione del gioco contiene anche la funzione opzionale "Aiuto" per i principianti, che mantiene ogni punto di interazione sullo schermo sempre evidenziato.

## Seguiti
Il successo del gioco ha consentito agli sviluppatori di realizzare quattro seguiti:
- 2000 - Dracula 2: L'ultimo santuario
- 2008 - Dracula 3: Il sentiero del drago
- 2013 - Dracula 4: L'ombra del drago
- 2013 - Dracula 5: Il retaggio del sangue